# Бісквіт-КБ

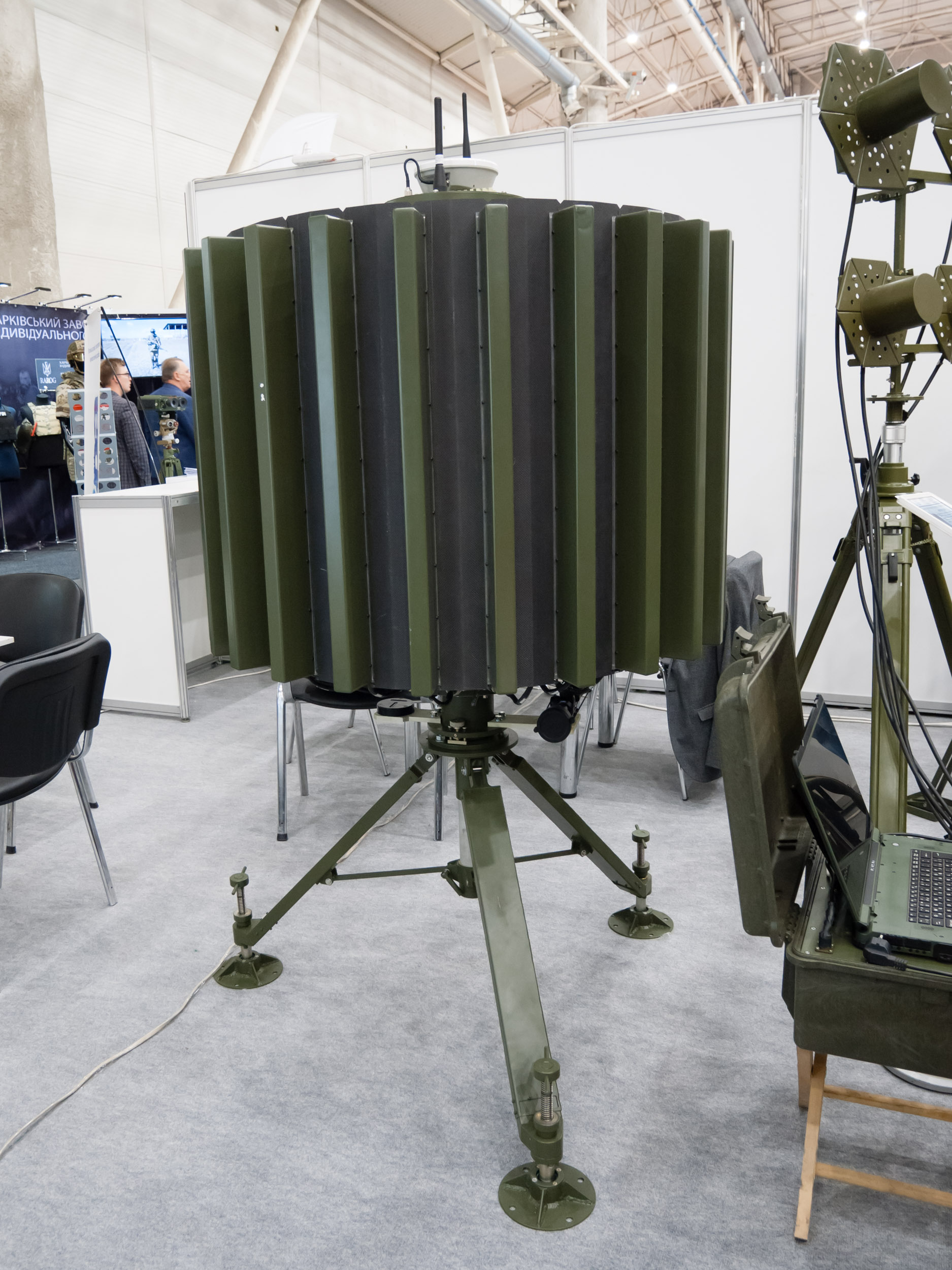
«Бісквіт-КБ», 2019 р.

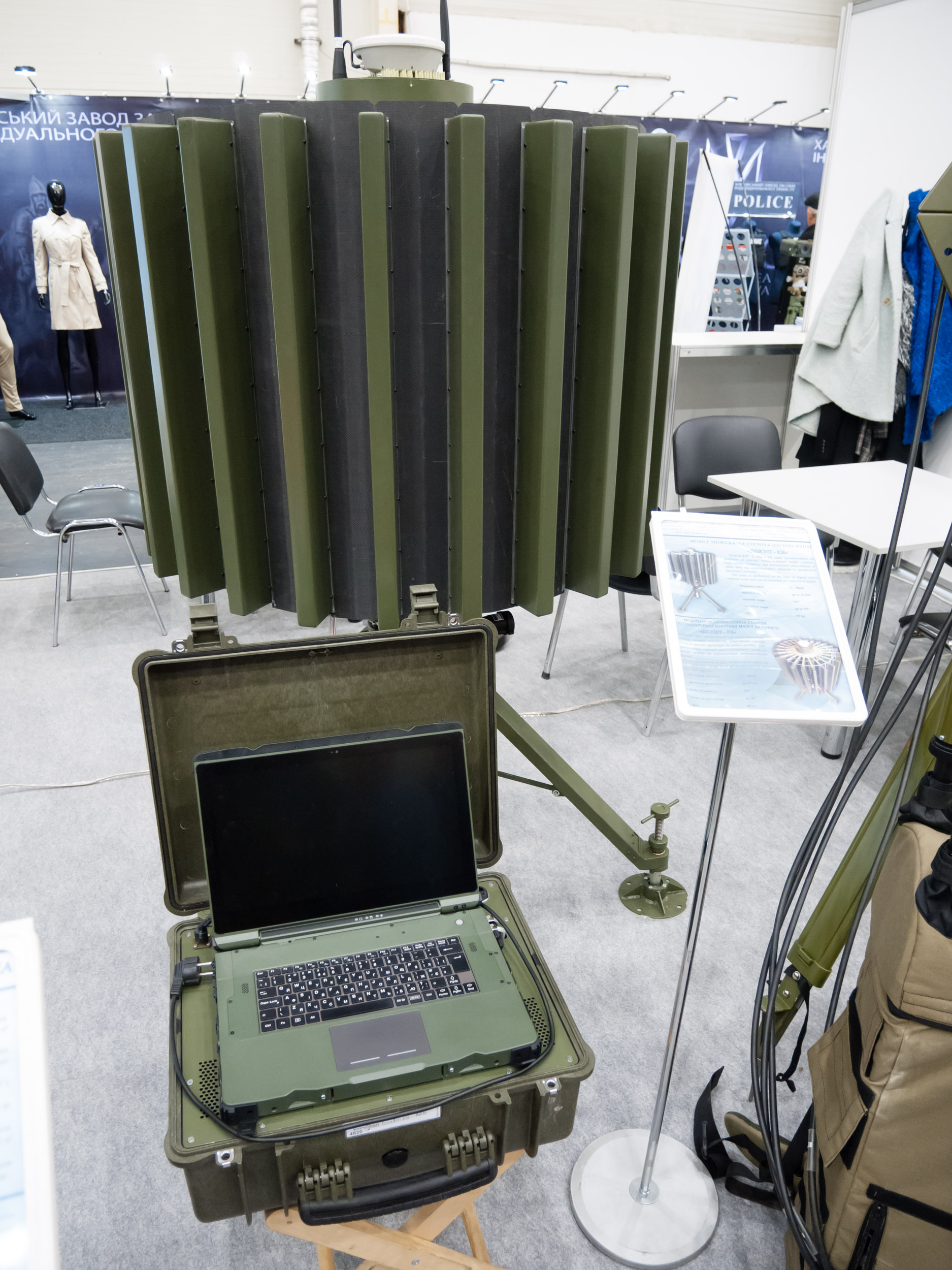

«Бісквіт-КБ» — перспективна українська контрбатарейна РЛС. Розробляється компанією «Укрспецтехніка» з 2019 року.

## Історія
21 травня 2019 року з'явилося перше публічне повідомлення про завершення розробки контрбатарейної РЛС «Бісквіт-КБ». Розробку здійснювала компанія «Укрспецтехніка». РЛС перебувала на етапі заводських випробувань, у липні-серпні 2019 року планувалося розпочати його польові випробування.
У жовтні 2019 року був вперше публічно продемонстрований на виставці «Зброя та безпека» у Києві.

## Опис та конструкція
Радар виконаний на базі цифрової активної антенної решітки. Радар мобільний, може бути встановлений на автомобілі або причепі.
За своїми характеристиками є аналогом американських радарів ANTPQ-48, ANTPQ-49. Проте, за словами розробників, на відміну від радарів США, які поставляються в Україну з відключеною функцією коригування вогню своєї артилерії, власне програмне забезпечення у "Бісквіті" не має таких обмежень, тому ефективність бойового застосування буде значно вищою.

## Тактико-технічні характеристики
За даними «Оборонно-промислового кур'єра»:
- Частотний діапазон — L-діапазон
- Дальність виявлення — до 20 км
- Огляд по азимуту — 360°
- Огляд по куту місця — до 40°
- Маса — 80 кг